# میدوی پوینت، تاسمانی
میدوی پوینت (به انگلیسی: Midway Point) یک حومه شهر در استرالیا است که در تاسمانی واقع شده‌است.